# Tilly Edinger
Johanna Gabriele Ottilie Edinger (ur. 13 listopada 1897 we Frankfurcie nad Menem, zm. 27 maja 1967 w Cambridge) – niemiecko-amerykańska paleontolog i paleoneurolog. Jej ojcem był neurolog Ludwig Edinger.